# Семенов Володимир Семенович
Володимир Семенович Семенов (16 лютого 1911, село Краснослободське Кірсановського повіту Тамбовської губернії, тепер Іноковка Ржаксинського району Тамбовської області, Російська Федерація — 18 грудня 1992, місто Кельн, Німеччина) — радянський державний діяч, дипломат, заступник міністра закордонних справ СРСР, надзвичайний і повноважний посол СРСР у НДР і ФРН. Член Центральної Ревізійної комісії КПРС у 1952—1966 роках. Кандидат у члени ЦК КПРС у 1966—1986 роках. Доцент, доктор історичних наук (1974).

## Життєпис
Народився в багатодітній родині залізничного робітника. Наприкінці 1920-х років, після смерті батька, родина переїхала до Москви. Після закінчення школи працював учителем.
У 1931—1937 роках — студент Московського інституту історії, філософії та літератури.
У 1937—1939 роках — викладач марксизму в Ростовському державному педагогічному інституті.
Член ВКП(б) з 1938 року.
У 1939—1940 роках — радник повноважного представництва СРСР у Литві.
У 1940 — 22 червня 1941 року — радник повноважного представництва СРСР у Німецькому Рейху (Німеччині).
У 1941—1942 роках — завідувач III-го Європейського відділу Народного комісаріату закордонних справ СРСР.
У 1942—1945 роках — старший радник дипломатичної місії СРСР у Швеції.
У 1945—1946 роках — 1-й заступник політичного радника, в 1946—1949 роках — політичний радник при головному начальнику Радянської військової адміністрації в Німеччині.
У 1949 — 29 травня 1953 року — політичний радник при голові Радянської контрольної комісії в Німеччині (НДР).
29 травня 1953 — 14 липня 1954 року — верховний комісар СРСР у Німеччині — надзвичайний і повноважний посол СРСР у Німецькій Демократичній Республіці (НДР).
У липні 1954 — березні 1955 року — завідувач III-го Європейського відділу Міністерства закордонних справ СРСР.
У березні 1955 — листопаді 1978 року — заступник міністра закордонних справ СРСР.
10 листопада 1978 — 15 квітня 1986 року — надзвичайний і повноважний посол СРСР у Федеративній Республіці Німеччині (ФРН).
З квітня 1986 року — персональний пенсіонер союзного значення в Москві.
Помер 18 грудня 1992 року в місті Кельні (Німеччина). Похований в Москві на Кунцевському цвинтарі.

## Нагороди
- три ордени Леніна (24.06.1948; 31.12.1966; 16.02.1981)
- орден Жовтневої Революції (16.02.1971)
- орден Вітчизняної війни І ст. (5.11.1945)
- три ордени Трудового Червоного Прапора (3.11.1944; 15.02.1961; 27.12.1977)
- орден Дружби народів (14.02.1986)
- орден «Знак Пошани» (30.10.1954)
- медалі
- надзвичайний і повноважний посол СРСР
- Почесний громадянин міста Берліна (з 8.05.1965 по 29.09.1992)